# Duinen en Lage Land Texel
Duinen en Lage Land Texel este o arie protejată (arie specială de conservare — SAC, sit de importanță comunitară — SCI) din Țările de Jos întinsă pe o suprafață de 4.083 ha, integral pe uscat.

## Localizare
Centrul sitului Duinen en Lage Land Texel este situat la coordonatele 53°03′09″N 4°43′36″E / 53.0524°N 4.7268°E.

## Înființare
Situl Duinen en Lage Land Texel a fost declarat sit de importanță comunitară în august 2002 pentru a proteja 1 specie de plante și 2 specii de animale. Situl a fost protejat și ca arie specială de conservare în februarie 2009.

## Biodiversitate
Situată în ecoregiunile atlantică și marină Atlantică, aria protejată conține 16 habitate naturale: Terase mlăștinoase și terase nisipoase neacoperite de apă la reflux, Salicornia și alte specii anuale care populează regiunile mlăștinoase și nisipoase, Pajiștile Spartina (Spartinion maritimae), Pășuni atlantice udate de apa mării (Glauco-Puccinellietalia maritimae), Dune mobile cu vegetație embrionară, Dune mobile de-a lungul țărmului cu Ammophila arenaria („dune albe”), Dune de coastă fixe cu vegetație erbacee („dune gri”), Dune fixe decalcificate cu Empetrum nigrum, Dune fixe decalcificate atlantice (Calluno-Ulicetea), Dune cu Hyppophaë rhamnoides, Dune cu Salix repens ssp. argentea (Salicion arenariae), Dune împădurite din regiunile atlantică, continentală și boreală, Depresiuni intradunale umede, Formațiuni ierboase bogate în specii de Nardus, dezvoltate pe substraturi silicioase în zone montane (și în zone submontane, în Europa continentală), Liziere de ierburi înalte hidrofile de câmpie și de nivel montan până la alpin, Mlaștini calcaroase cu Cladium mariscus și specii de Caricion davallianae.
La baza desemnării sitului se află mai multe specii protejate:
- plante (1): moșișoare (Liparis loeselii)
- mamifere (2): Halichoerus grypus, Microtus oeconomus arenicola